# Zygmunt Dworakowski
 Zygmunt Dworakowski  (ur. 11 marca 1905 w Warszawie, zm. 9 sierpnia 1971 tamże) – nauczyciel, polityk, działacz samorządowy i dyplomata.

## Życiorys
Syn Romana. Absolwent Uniwersytetu Warszawskiego. Pracował jako nauczyciel m.in. w latach 1932–1935 jako nauczyciel języka polskiego w Gimnazjum Władysława Giżyckiego. W czasie II wojny światowej był nauczycielem na tajnych kompletach. Od 1945 był dyrektorem Centralnej Szkoły Kierowników Świetlic.
Od 1946 był radnym Warszawy i przewodniczącym Komisji Kultury przy Zarządzie Miejskim w Warszawie. Od 1947 pracował w Zarządzie Miejskim. Od 1950 był wiceprzewodniczącym, a w okresie od 17 grudnia 1956 do 5 maja 1960 przewodniczącym prezydium Rady Narodowej miasta stołecznego Warszawy.
W latach 1960–1966 był ambasadorem PRL w Grecji i na Cyprze, a następnie wiceprezesem Towarzystwa Łączności z Polonią Zagraniczną.
Był członkiem PZPR.
Został pochowany na cmentarzu Wojskowym na Powązkach (kwatera A32-1-19).

## Odznaczenia
- Order Sztandaru Pracy I klasy (1959)[4]
- Krzyż Kawalerski Orderu Odrodzenia Polski (1954)[5]
- Medal 10-lecia Polski Ludowej (1955)[6]
- Odznaka honorowa „Za Zasługi dla Warszawy” (1960)[7]